# Liste des gouverneurs de Franche-Comté

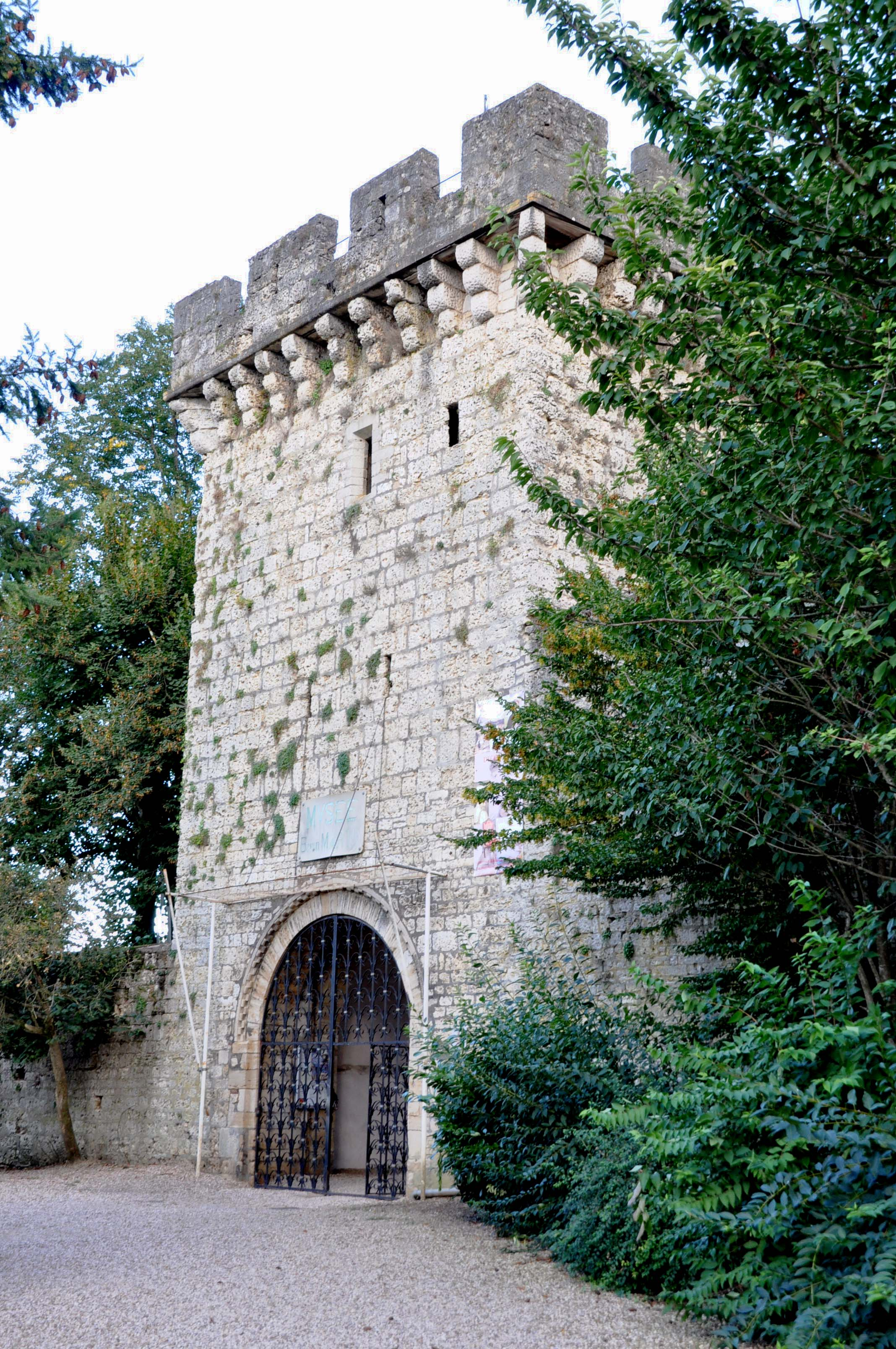
Château de Gray, siège des gouverneurs jusqu'en 1668

Le gouverneur et lieutenant-général du comté de Bourgogne (de 1477 à 1674), puis de Franche-Comté (1674 à 1789) eut le rôle d'un commandant militaire, doté de grands pouvoirs. Sous le règne de la maison d'Autriche, héritière des ducs de Bourgogne, les quatre premiers gouverneurs étaient choisis dans la maison d'Orange-Nassau. Leurs successeurs, jusqu'en 1668, étaient issus de la noblesse comtoise et choisis parmi les puissants seigneurs de la région ; seuls les trois derniers venaient des Pays-Bas espagnols et d'Espagne,. Après la conquête de la province par Louis XIV en 1674, la province n'eut que quatre gouverneurs officiels dont trois n'habitant pas le comté et qui déléguèrent leur pouvoir à un gouverneur suppléant. Le siège des gouverneurs était situé dans le château de Gray jusqu'en 1668; puis à Besançon au palais Granvelle, de 1673 jusqu'en 1789.
Les gouverneurs partageaient le pouvoir avec le Parlement de Dole et les États de Franche-Comté

## Gouverneurs de la Franche-Comté pour le roi de France (1477)
À la mort de Charles le Téméraire, Louis XI tenta de s'emparer de la province aux dépens de l'héritière Marie de Bourgogne. Il offrit le titre de gouverneur à Jean de Chalon, prince d'Orange, mais confia le gouvernement effectif à Georges de La Trémoille, sire de Craon. Nommé sans l'accord de l'héritière Marie de Bourgogne, celui-ci fut chassé par la révolte des habitants conduits par Jean de Chalon et soutenus par Maximilien d'Autriche, héritier du Saint-Empire.
| Date de prise de fonction | Gouverneur et Lieutenant-général                                         | Armoiries | Commentaire                                                 |
| ------------------------- | ------------------------------------------------------------------------ | --------- | ----------------------------------------------------------- |
| 1477                      | Georges de La Trémoille de Craon (Janvier-Octobre 1477), Comte de Ligny. |           | Gouverneur du comté de Bourgogne pour la couronne de France |

## Gouverneurs du comté de Bourgogne sous les Habsbourg (1477-1584)
| Date de prise de fonction | Gouverneur et Lieutenant-général                       | Armoiries | Commentaire                                                |
| ------------------------- | ------------------------------------------------------ | --------- | ---------------------------------------------------------- |
| 1477                      | Jean de Chalon (de 1477 à 1502), Prince d'Orange.      |           | Premier Gouverneur du comté de Bourgogne                   |
| 1502                      | Philibert de Chalon (de 1502 à 1530), Prince d'Orange. |           | Premier à déléguer le titre de gouverneur à partir de 1510 |
| 1530                      | René de Nassau (de 1530 à 1544), Prince d'Orange.      |           | Délègue le titre de gouverneur                             |
| 1544                      | Guillaume d'Orange (de 1544 à 1584), Prince d'Orange.  |           | Délègue le titre de gouverneur                             |

## Gouverneurs suppléants du comté de Bourgogne pour le roi d'Espagne (1510-1674)
| Date de prise de fonction | Gouverneur et lieutenant-général                                              | Armoiries | Commentaire |
| ------------------------- | ----------------------------------------------------------------------------- | --------- | --- |
| 1510                      | Guillaume de Vergy[Comment ?] (de 1510 à 1537), Maréchal de Bourgogne.        |           | Premier gouverneur suppléant du comté de Bourgogne[Comment ?]                                                       |
| 1537                      | Claude Ier de Vergy (de 1537 à 1560), Seigneur de Champlitte.                 |           | |
| 1560                      | François de Vergy (de 1560 à 1591), comte de Champlitte.                      |           | |
| 1591                      | Claude II de Vergy (de 1591 à 1602), comte de Champlitte.                     |           | |
| 1602                      | Cléradius de Vergy (de 1602 à 1630), comte de Champlitte.                     |           | Dernier représentant de la famille de Vergy                                                                         |
| 1630                      | Ferdinand de Rye (de 1630 à 1636), Prélat catholique                          |           | Archevêque de Besançon                                                                                              |
| 1636                      | Jean-Baptiste de la Baume-Montrevel (de 1636 à 1641), Marquis de Saint-Martin |           | Commandant en chef des troupes comtoises (1637-1641)                                                                |
| 1640                      | Claude de Bauffremont (de 1641 à 1660) Baron de Scey                          |           | N'entre vraiment en fonction qu'en décembre 1641. Commandant en chef des troupes comtoises (1642 -1660)             |
| 1661                      | Philippe de la Baume-Saint-Amour (de 1661 à 1668) Marquis d'Yennes            |           | Dernier gouverneur issu de la province Dernier à siéger à Gray                                                      |
| 1668                      | Charles-Eugène d'Arenberg (de 1668 à 1671), Duc d'Arenberg                    |           | Auparavant gouverneur général des Pays-bas.                                                                         |
| 1671                      | Don Géronimo de Quinonès (es) (1671-1673) Duc de Benavente                    |           | Titre de mestre de camps généralPremier a siéger à Besançon                                                         |
| 1673                      | Don Fransisco Gonzalès d'Alveida (de 1673 à 1674)                             |           | Capitaine général des Pays et comté de Bourgogne Dernier gouverneur pour le roi d'Espagne Siège au palais Granvelle |

## Gouverneurs de Franche-Comté (1674-1789)
| Date de prise de fonction | Gouverneur                                                        | Armoiries | Commentaire                                                                          |
| ------------------------- | ----------------------------------------------------------------- | --------- | ------------------------------------------------------------------------------------ |
| 1674                      | Jacques Henri de Durfort (de 1674 à 1704), Marquis du Duras.      |           | Premier gouverneur de Franche-Comté                                                  |
| 1704                      | Camille d'Hostun de La Baume (de 1704 à 1728), Duc d'Hostun.      |           | Maréchal de France                                                                   |
| 1728                      | Marie Joseph d'Hostun de La Baume (de 1728 à 1755), Duc d'Hostun. |           | Fils de Camille d'Hostun                                                             |
| 1755                      | Jean-Baptiste de Durfort (de 1755 à 1770), Duc de Duras           |           | Maréchal de France Fils de Jacques Henri de Durfort                                  |
| 1770                      | Emmanuel-Félicité de Durfort (de 1770 à 1789), Duc de Duras       |           | Pair de France, dernier gouverneur de Franche-Comté Fils de Jean-Baptiste de Durfort |